# Mutingen
Mutingen är en sjö i Bollnäs kommun i Hälsingland och ingår i Ljusnans huvudavrinningsområde. Sjön har en area på 0,0685 kvadratkilometer och ligger 153 meter över havet.

## Delavrinningsområde
Mutingen ingår i det delavrinningsområde (679579-152667) som SMHI kallar för Utloppet av Östra Gässlingen. Medelhöjden är 171 meter över havet och ytan är 17,82 kvadratkilometer. Det finns inga avrinningsområden uppströms utan avrinningsområdet är högsta punkten. Herteån som avvattnar avrinningsområdet har biflödesordning 2, vilket innebär att vattnet flödar genom totalt 2 vattendrag innan det når havet efter 54 kilometer. Avrinningsområdet består mestadels av skog (82 procent). Avrinningsområdet har 1,3 kvadratkilometer vattenytor vilket ger det en sjöprocent på 7,3 procent.